# Lichtspiel Opus I
Lichtspiel Opus I è un cortometraggio del 1921, diretto da Walter Ruttmann.
Il film è considerato come il primo lavoro astratto della storia del cinema.

## Produzione
L'opera è stata composta con una tecnica brevettata e inventata dallo stesso Ruttmann. Sono, essenzialmente, delle pennellate realizzate su una lastra di vetro e filmate dalla macchina da presa, in stop motion.

## Colonna sonora
La partitura, redatta da Butting, fu voluta dal cineasta per creare un'opera che, contrariamente alla pittura, contenesse una dimensione temporale (la musica) oltre che la realizzazione artistica (la pennellata). Si tratta di una sonata suddivisa in tre parti.
Lo scopo della colonna sonora non era quello di seguire l'andamento delle figure pittoriche. Doveva essere, come ha riportato il critico Bernhard Diebold, un semplice accompagnamento, una sorta di "musica danzante".
Una nuova colonna sonora per una versione accelerata dell'opera è stata proposta nel 2023.

## Distribuzione
Il cortometraggio fu presentato a Berlino, il 27 aprile del 1921. Ottenne un ottimo successo di pubblico tale da portare il regista a realizzare altri quattro seguiti.
L'opera è di dominio pubblico.